# 세렌치

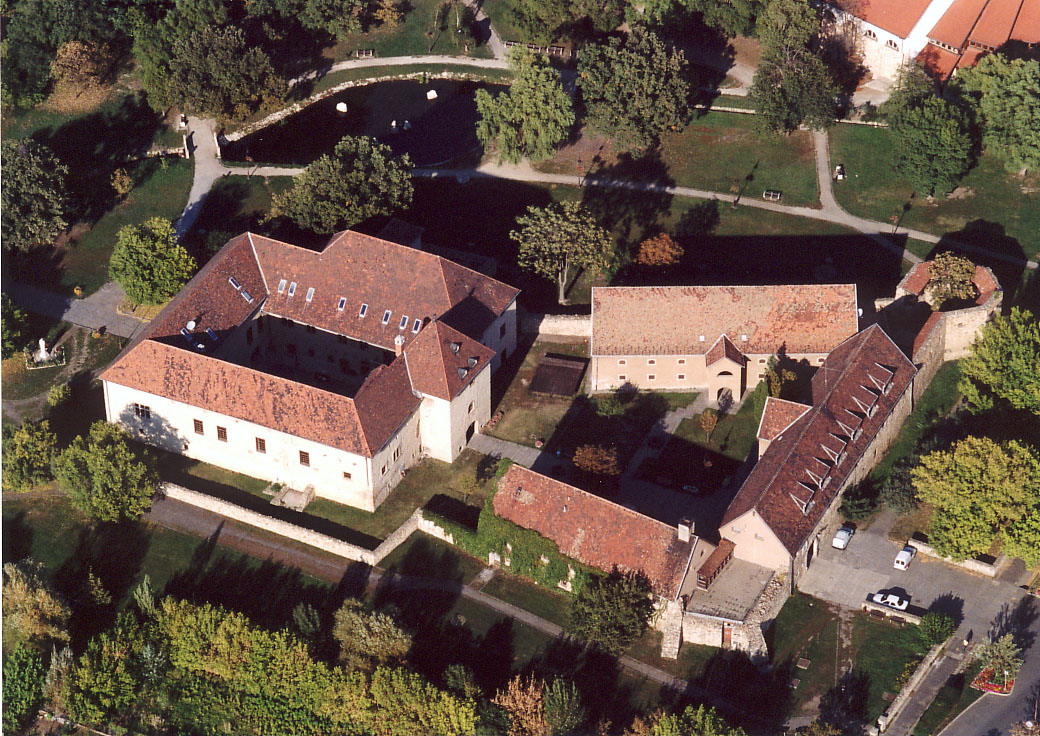
세렌치 성

세렌치(헝가리어: Szerencs)는 헝가리 보르쇼드어버우이젬플렌주의 도시로 면적은 36.69km2, 인구는 10,184명(2001년 기준), 인구 밀도는 277.57명/km2이다. 미슈콜츠에서 35km, 부다페스트에서 205km 정도 떨어진 곳에 위치한다.

시 문장

## 자매 도시
- 슬로바키아 로주냐바
- 독일 가이젠하임
- 룩셈부르크 에스페랑주